# Ernest Belfort Bax
Ernest Belfort Bax (Leamington Spa, 23 de Julho de 1854 — 26 de Novembro de 1926), também conhecido por E. Belfort Bax, foi um jornalista, fotógrafo e socialista Britânico, associado com a Social Democratic Federation (SDF, ou, em português, Federação Social Democrata).
Nascido numa família religiosa não-conformista em Leamington Spa, no condado de Warwickshire, conheceu o marxismo enquanto estudava filosofia na Alemanha, tendo mais tarde combinado as ideias de Karl Marx com as de Immanuel Kant, Arthur Schopenhauer e Eduard von Hartmann. Interessado na exploração de possíveis implicações metafísicas e éticas do socialismo, descreveu uma religião do socialismo como uma maneira de ultrapassar a dicotomia entre o pessoal e o social, e também entre o cognitivo e o emocional. Ele viu-o como um substituto da religião organizada, sendo um ateísta ferrenho, interessado na libertação dos trabalhadores daquilo que via como moralismos da pequena burguesia.
Bax mudou-se para Berlim e trabalhava como jornalista para o Evening Standard. No seu regresso a Inglaterra, em 1882, juntou-se à SDF, mas desiludiu-se em 1885 e, com William Morris, fundou a Socialist League (Liga Socialista). Após o controlo da Liga por anarquistas, Bax volta à SDF, na qual se torna teórico-chefe e editor do jornal do partido, Justice. Opôs-se à representação do partido no Labour Representation Comittee (actual Partido Trabalhista), e eventualmente persuadiu a SDF a sair.
Durante quase toda a sua vida, viu as condições económicas como boas para o Socialismo, mas sentiu que o progresso era atrasado pela falta de escolaridade da classe trabalhadora. Apoiou Karl Kautsky em detrimento de Eduard Bernstein, mas Kautsky não tinha tempo para o que chamava a utopia de Bax, e apoiou os esforços de Theodore Rothstein para a implementação de um Marxismo mais ortodoxo na SDF.
Um ardenho anti-nacionalista de início, apoiou o Reino Unido na I Guerra Mundial, apesar de não ter feito muito trabalho político devido à sua carreira como barrister (uma espécie de advogado).
Bax era um ardenho antifeminista, tendo escrito vários artigos na revista The New Age e demais sítios artigos contra o sufrágio feminino. Em 1908 escreve The Legal Subjection of Men (A Submissão Legal dos Homens) como uma resposta ao ensaio de 1869 de John Stuart Mill The Subjection of Women (A Submissão das Mulheres). Em 1913, escreve The Fraud of Feminism (A Fraude do Feminismo), onde detalha os efeitos adversos do Feminismo.